# Veines du labyrinthe
Les veines du vestibule et des canaux semi-circulaires accompagnent les artères et, recevant celles de la cochlée à la base de la columelle, s'unissent pour former les veines du labyrinthes (ou labyrinthiques ou auditives internes). Elles forment deux troncs : la veine de l'aqueduc du vestibule et la veine de l'aqueduc de la cochlée, qui se terminent dans la partie postérieure du sinus pétreux inférieur ou dans le sinus transverse.